# Chaperia granulosa
Chaperia granulosa är en mossdjursart som beskrevs av Gordon 1986. Chaperia granulosa ingår i släktet Chaperia och familjen Chaperiidae. Inga underarter finns listade i Catalogue of Life.